# Qin Jiushao
Qín Jiǔshào (秦九劭 en chino simplificado,秦九韶 en caracteres tradicionales, Ch'in Chiu-Shao en transcripción Wade-Giles) (hacia 1202 – 1261) fue un matemático, inventor y político chino, considerado como uno de los más grandes matemáticos en la historia de China. Además era experto en muchos otros campos y tenía una serie de puestos administrativos en las burocracias de varias provincias chinas. Qin descubrió lo que, siglos más tarde, se conocería como el algoritmo de Horner. Además, fue el inventor de los cuencos de Tianchi, instrumentos utilizados en su momento para recopilar información meteorológica.
La reputación de Qin Jiushao como matemático se basa en el 数书九章 ("Shùshū jiŭzhāng", Tratado Matemático en Nueve Secciones) editado en 1247. El tratado cubría asuntos que abarcaban desde el análisis indeterminado hasta asuntos militares. En el tratado, Qin incluía una versión del teorema chino del resto, que usaba algoritmos para solucionar problemas.
Qin explica por primera vez cómo expertos chinos calculaban datos astronómicos según el ritmo del solsticio de invierno. Entre sus logros está la introducción de una técnica para solucionar ecuaciones, hallar sumas de series aritméticas y solucionar sistemas lineales. También introdujo el uso del símbolo cero en las matemáticas chinas.